# 1999 en sport
Cet article présente les faits marquants de l'année 1999 en sport.

## Athlétisme
- 5 septembre : le Kenyan Noah Ngeny bat le record du monde du 1 000 mètres à Rieti dans le temps de 2 min 11 min 96 s, record qui tient toujours en 2007.

## Automobile
- Mika Häkkinen remporte le Championnat du monde de Formule 1 au volant d'une McLaren-Mercedes.
- 12 et 13 juin 1999 : BMW remporte, sur le circuit de la Sarthe, la 67e édition des 24 Heures du Mans, avec les pilotes Joachim Winkelhock, Pierluigi Martini et Yannick Dalmas.
- Tommi Mäkinen champion du monde des rallyes sur une Mitsubishi.

## Balle au tambourin
- Le club de Notre-Dame-de-Londres est doublement sacré champion de France pour la seconde année consécutive. Le club héraultais enlève en effet le titre masculin et le titre féminin, comme l'année précédente!
- Castellaro (Italie) remporte la première édition de la Coupe d'Europe des clubs champions malgré une belle résistance de Notre-Dame-de-Londres.

## Baseball
- Les New York Yankees remportent les World Series en s'imposant en finale 4 victoires à zéro contre les Atlanta Braves.
- L'Équipe du siècle est présentée au Turner Field à Atlanta.
- Finale du championnat de France : Savigny bat Paris UC.

## Basket-ball
- 13 janvier : Michael Jordan prend sa retraite sportive pour la deuxième fois.
- 8 avril : Ružomberok (Slovaquie) gagne l'Euroligue féminine.
- 22 avril : Olympiakos (Grèce) remporte l'Euroligue masculine.
- avril : Bourges remporte son 5e titre de champion de France en ligue féminine
- 6 juin : la Pologne gagne le Championnat d'Europe féminin en s'imposant en finale 59-56 sur la France.
- 25 juin : les San Antonio Spurs remportent le championnat NBA. Ils battent en finale les New York Knicks par 4 victoires pour 1 défaite.
- 2 juillet : l'Italie gagne le Championnat d'Europe masculin en s'imposant en finale 64-56 contre l'Espagne.
- Pau-Orthez est champion de France

## Boxe
- 18 septembre : Le Combat du Millennium. Félix Trinidad bat Oscar de la Hoya sur décision après 12 rounds, réunifiant ainsi les titres IBF et WBC en poids welter.

## Catch
- 24 janvier : Royal Rumble 1999
- 14 février : St. Valentine's Day Massacre
- 28 mars : Wrestlemania XV
- 25 avril : Backlash (1999)
- 16 mai : No Mercy (UK)
- 23 mai : Over the Edge (1999)
- 27 juin : King of the Ring (1999)
- 25 juillet : Fully Loaded (1999)
- 22 août : SummerSlam 1999
- 26 septembre : Unforgiven (1999)
- 2 octobre : Rebellion (1999)
- 17 octobre : No Mercy (1999)
- 14 novembre : Survivor Series 1999
- 12 décembre : Armageddon (1999)

## Cricket
- Coupe du monde de cricket - En finale, l'Australie bat le Pakistan par 8 wickets.

## Cyclisme
Route
- 20 mars : Andreï Tchmil (Belgique) gagne la classique Milan-San Remo.
- 4 avril : Peter Van Petegem (Belgique) remporte le Tour des Flandres.
- 11 avril : Andrea Tafi (Italie) gagne Paris-Roubaix.
- 18 avril : Frank Vandenbroucke (Belgique) s'impose sur Liège-Bastogne-Liège.
- 15 mai-6 juin : Tour d'Italie : Ivan Gotti (Italie) remporte le Giro.
- 3 juillet-25 juillet : Tour de France : Lance Armstrong (É.-U.) remporte le classement général devant Alex Zülle (Suisse) et Fernando Escartín (Espagne). Erik Zabel (Allemagne) remporte le classement par points (maillot vert), tandis que Richard Virenque est le meilleur grimpeur (maillot à pois). Le meilleur jeune du Tour est Benoît Salmon (maillot blanc). La victoire finale de Lance Armstrong est d'autant plus méritoire que le cycliste américain sortait d'un lourd traitement médical contre le cancer dont il était atteint. Cependant, il est cependant déclassé pour dopage en 2012. Article détaillé : Tour de France 1999
- 6 septembre-28 septembre : Tour d'Espagne : Jan Ullrich (Allemagne) remporte la Vuelta.
- 11 octobre : Óscar Freire (Espagne) est champion du monde sur route.

## Football
- 9 mai : le Bayern de Munich est champion d'Allemagne.
- 12 mai : Parme AC remporte la Coupe UEFA en s'imposant 3-0 en finale face à l'Olympique de Marseille.
- 16 mai : Manchester United est champion d'Angleterre.
- 19 mai : la Lazio Rome remporte la Coupe d'Europe des vainqueurs de coupes en s'imposant en finale 2-1 face au RCD Majorque.
- 23 mai : le FC Barcelone est champion d'Espagne.
- 23 mai : le Milan AC est champion d'Italie.
- 26 mai : Manchester United enlève la Ligue des champions au Bayern de Munich dans les ultimes minutes de jeu : 2-1. Triplé historique de MU qui enlève la Ligue des Champions, le championnat et la Coupe d'Angleterre.
- 29 mai : les Girondins de Bordeaux remportent le Championnat de France.
- 10 juillet : les États-Unis remportent la Coupe du monde de football féminin en s'imposant aux tirs au but après un match sans but en finale face à la Chine.
- 26 août : les Brésiliens du CR Vasco de Gama remporte la Copa Libertadores face aux Équatoriens du Barcelona Sporting Club.
- 13 décembre : le Real Madrid remporte la Coupe intercontinentale face aux Brésiliens du CR Vasco de Gama (2-1).

## Football américain
- 31 janvier : les Denver Broncos remportent le Super Bowl XXXIII 31-24 face aux Atlanta Falcons. Article détaillé : Saison NFL 1998.
- Finale du championnat de France : Argonautes d'Aix-en-Provence bat Molosses d'Asnières 27-20.
- 27 juin : NFL Europe, World Bowl VII : Francfort Galaxy (Allemagne) 38, Barcelone Dragons (Espagne) 24
- Eurobowl XIII : Braunschweig Lions (Allemagne) 27, Hambourg Blue Devils (Allemagne) 23.

## Football australien
- Les Melbourne Kangaroos remportent le championnat AFL.

## Football canadien
- Les Tiger-Cats de Hamilton s'imposent 32-21 sur les Stampeders de Calgary en finale de la coupe Grey.

## Golf
- 9 - 13 avril :  Masters. José Maria Olazábal gagne le tournoi du Masters.
- 18 - 22 juin : US Open. Payne Stewart remporte le tournoi de l'US Open.
- 17 - 19 juillet : Paul Lawrie s'impose au tournoi du British Open.
- 12 - 15 août : Tiger Woods gagne le tournoi de l'USPGA.
- 25 - 26 septembre : Ryder Cup. Les États-Unis s'impose sur l'Europe par 14,5 points à 13,5.

## Handball
- 17 avril : Barcelone (Espagne) gagne la Ligue des champions. 29-18 en finale contre Zagreb (Croatie).
- 15 juin : la Suède remporte le championnat du monde masculin en s'imposant en finale contre la Russie, 25 à 24.
- 15 juin : la Norvège remporte le championnat du monde féminin en s'imposant en finale contre la France, 25 à 24 après 2 prolongations.

## Hockey sur glace
- Juin : Dallas remporte la Coupe Stanley contre les Sabres de Buffalo.
- Coupe Magnus : Amiens champion de France.
- Lugano champion de Suisse.
- 16 mai : la République tchèque championne du monde en s'imposant en finale contre la Finlande, 3-1.

## Moto
- Vitesse
  - 500 cm3 : Alex Crivillé (Espagne) champion du monde en 500 cm3 sur une Honda.
  - 250 cm3 : Valentino Rossi (Italie) champion du monde en 250 cm3 sur une Aprilia.
  - 125 cm3 : Emilio Alzamora (Espagne) champion du monde en 125 cm3 sur une Honda.
- Endurance
  - 24 heures du Mans moto (10 - 11 avril) : Kawasaki remporte l'épreuve avec les pilotes Sebileau, Hislop et Walker.
  - Bol d'or (11 - 12 septembre) : Suzuki remporte l'épreuve avec les pilotes Lavieille, Rymer et D'Orgeix.
- Moto-cross
  - 500 cm3 : Andrea Bartolini (Italie) est champion de monde en 500 cm3 sur une Yamaha.
  - 250 cm3 : Frédéric Bolley (France) est champion de monde en 250 cm3 sur une Honda.
  - 125 cm3 : Alessio Chiodi (Italie) est champion de monde en 125 cm3 sur une Husqvarna.
- Enduro
  - 14 février, Enduro du Touquet : Jean-Claude Moussé s'impose sur les plages du Touquet sur une Yamaha.

## Natation
- 29 juillet : le nageur allemand Stev Theloke bat le record d'Europe du 50 m dos à Istanbul, en 25 s 66.

## Patinage artistique
- Championnats du monde:
  - Hommes : victoire de Aleksey Yagudin, Russie
  - Femmes : victoire de Maria Butyrskaya, Russie
  - Couples : victoire de Elena Berejnaïa et Anton Sikharulidze, Russie

## Pêche à la mouche
- Championnats du monde en Australie :
  - Médaille d'or : Australie
  - Médaille d'argent : France

## Rugby à XIII
- 22 mai : à Paris, Villeneuve-sur-Lot remporte le Championnat de France face à Saint-Gaudens 33-20.
- 30 mai : à Narbonne, Villeneuve-sur-Lot remporte la Coupe de France face à Lézignan 20-5.

## Rugby à XV
- 30 janvier, Coupe d'Europe : Ulster Rugby (Irlande) bat l'US Colomiers (France) en finale (21-6).
- 27 février, finale franco-française du Bouclier européen : AS Montferrand 35-16 CS Bourgoin-Jallieu.
- 11 avril : le XV d'Écosse enlève le dernier Tournoi des Cinq Nations avant l'admission de l'Italie pour l'édition 2000.
  - Article détaillé : Tournoi des cinq nations 1999
- 29 mai, Championnat de France : le Stade toulousain s'impose en finale 15-11 contre l'AS Montferrand.
- 14 août : la Nouvelle-Zélande remporte le Tri-nations.
- 6 novembre : l'Australie gagne la Coupe du monde en battant 35-12 la France en finale.
  - Article détaillé : Coupe du monde de rugby 1999

## Ski alpin
- Championnats du monde à Vail (États-Unis) : l'Autriche remporte 13 médailles, dont 5 d'or.
- Coupe du monde
  - Lasse Kjus (Norvège) remporte la Coupe du monde chez les hommes.
  - Alexandra Meissnitzer (Autriche) remporte la Coupe du monde chez les femmes.

## Sport hippique
- Australie : Rogan Josh remporte la Melbourne Cup.
- France : Montjeu enlève le Prix de l'Arc de Triomphe.
- Irlande : Montjeu remporte le Derby d'Irlande.
- Angleterre : Oath (en) gagne le Derby d'Epsom.
- É.-U. : Charismatic remporte le Kentucky Derby.
- É.-U. : Cat Thief enlève la Breeders' Cup Classic.

## Tennis
- 18 au 31 janvier, Open d'Australie :
  - Finale hommes : Ievgueni Kafelnikov bat Thomas Enqvist 4-6, 6-0, 6-3, 7-6.
  - Finale femmes : Martina Hingis bat Amélie Mauresmo 4-6, 7-5, 7-5.
- 24 mai au 6 juin, Roland Garros :
  - Finale hommes : Andre Agassi bat Andreï Medvedev 1-6, 2-6, 6-4, 6-3, 6-4.
  - Finale femmes : Steffi Graf bat Martina Hingis 4-6, 7-5, 6-2.
- 21 juin au 4 juillet, Wimbledon :
  - Finale hommes : Pete Sampras bat Andre Agassi 3-6, 6-4, 6-3, 6-4.
  - Finale femmes : Lindsay Davenport bat Steffi Graf 6-4, 7-5.
- 30 août au 12 septembre, US Open :
  - Finale hommes : Andre Agassi bat Todd Martin 6-4, 6-7, 6-7, 6-3, 6-2.
  - Finale femmes : Serena Williams bat Martina Hingis 6-3, 7-6.
- 18 et 19 septembre, Fed Cup : les États-Unis s'imposent en finale sur la Russie.
  - Article détaillé : Fed Cup 1999
- 3 au 5 décembre, Coupe Davis 1999 : l'Australie l'emporte par 3-2 sur la France.
  - Article détaillé : Coupe Davis 1999

## Voile
- Around Alone : l'Italien Giovanni Soldini boucle le tour du monde en 116 jours, 20 heures et 8 minutes.
- Solitaire du Figaro : Jean Le Cam gagne la course à étapes en solitaire.

## Volley-ball
- 6 au 12 septembre : l'Italie championne d'Europe devant la Russie.

## Water-polo
France
- L'O. N. N. est Champion de France  Masculin pour la 3e fois.
- Le Pélican Club est Champion de France Féminin pour la 1re fois.
- Le C.N.M. remporte la Coupe de France masculine pour la 5e fois.
- Coupe de France féminine non disputée en 1999.
- Coupe de la Ligue masculine créée en 2014.
- Coupe de la Ligue féminine créée en 2013.

Europe
- POŠK Split est Champion d'Europe pour la 1re fois.
- Újpesti TE remporte la LEN Euro Cup pour la 3e fois.
- 2 septembre au 11 septembre : les Hongrois sont Champions d'Europe pour la 12e fois.
- 2 septembre au 11 septembre : les Italiennes sont Championnes d'Europe pour la 3e fois.

Monde
- Les Hongrois remportent la Coupe du Monde pour la 3e fois.
- Les Hollandaises remportent la Coupe du Monde pour la 8e fois.

## Naissances
- 24 janvier : Shirine Boukli, judokate française.
- 27 janvier : Nikoloz Mali, footballeur géorgien.
- 22 février : Kamil Kosiba, joueur polonais de volley-ball.
- 28 février : Luka Dončić, basketteur slovène.
- 19 avril : 
  - Margielyn Didal, skatebordeuse philippine.
  - Luguentz Dort, joueur canadien de basket-ball.
- 16 mai : Matyáš Jachnicki, joueur tchèque de volley-ball.
- 19 mai : Leonie Menzel, rameuse allemande.
- 6 juin : Skylar Park, taekwondoïste canadienne.
- 15 juin : Chen Yiwen, plongeuse chinoise.
- 3 juillet : Bruna Vuletić, taekwondoïste croate.
- 12 juillet : Nur Dhabitah Sabri, plongeuse malaisienne.
- 30 septembre : Romane Dicko, judokate française.
- 10 août : Ja Morant, basketteur américain.

## Décès
- 26 janvier : Claude Bez, 58 ans, président du club de football des Girondins de Bordeaux. (° 4 novembre 1940).
- 8 mars : Joe Di Maggio, 84 ans, joueur de baseball américain. (° 25 novembre 1914).
- 4 avril : Early Wynn, 79 ans, joueur de baseball américain. (° 6 janvier 1920).
- 25 avril : Lord Killanin, 84 ans, Irlandais, président du Comité international olympique entre 1972 et 1980.
- 28 avril : Sir Alfred Ramsey, 79 ans, footballeur puis entraîneur anglais, sélectionneur de l'équipe d'Angleterre de 1963 à 1973. (° 22 janvier 1920).
- 23 mai : Owen Hart, 34 ans, catcheur canadien. (° 7 mai 1965).
- 14 août : Pee Wee Reese, 81 ans, joueur de baseball américain. (° 23 juillet 1918).
- 23 août : Georges Boulogne, 81 ans, entraineur français de football, sélectionneur de l'équipe de France A de 1969 à 1973. (° 1er juillet 1917).
- 7 septembre : Thierry Claveyrolat, 40 ans, coureur cycliste français. (° 31 mars 1959).
- 12 octobre : Wilt Chamberlain, 62 ans, basketteur américain. (° 21 août 1936).
- 21 octobre : Paul Vatine, 40 ans, navigateur français.
- 25 octobre : Payne Stewart, 42 ans, golfeur américain. (° 30 janvier 1957).
- 7 novembre : Primo Nebiolo, 76 ans, Italien, président de la Association internationale des fédérations d'athlétisme.
- 8 novembre : Leon Štukelj, 101 ans, gymnaste, slovène.
- 1er décembre : Vladimir Yashchenko, 40 ans, athlète ukrainien.
- 23 décembre : Wallace Distelmeyer, 73 ans, patineur artistique canadien. (° 14 juillet 1920).
- 25 décembre : Bill Bowerman, 88 ans, entraîneur d'athlétisme américain, inventeur de la chaussure de course moderne et cofondateur de la société Nike. (° 19 février 1911).